# Raffaele de' Pazzi

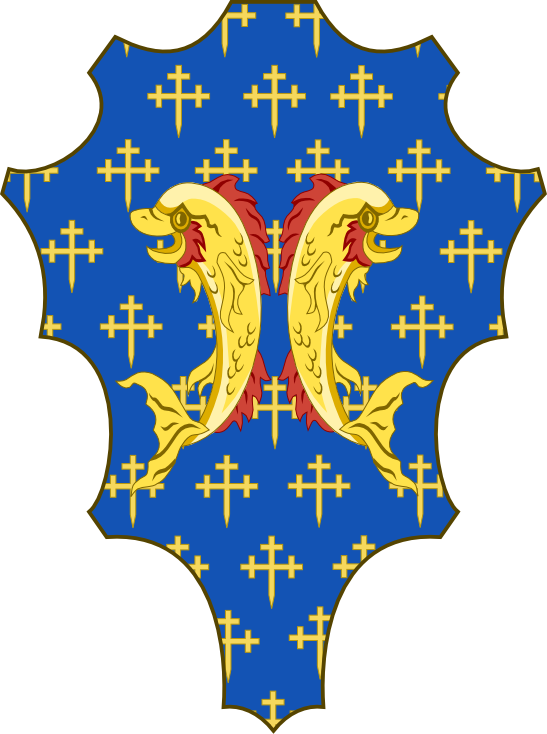
Stemma dei Pazzi

Raffaele de' Pazzi (Firenze, 10 settembre 1471 – Ravenna, 11 aprile 1512) è stato un condottiero italiano.

## Biografia
Figlio di Giovanni de' Pazzi e di Beatrice Borromeo, aveva solo sette anni quando la congiura dei Pazzi segnò il tracollo della sua famiglia. Suo padre, benché non implicato nella congiura, fu imprigionato a Volterra perché avversario politico e sua madre venne a sua volta imprigionata nel 1480 dopo aver tentato di far evadere il marito.
Subì l'interdizione alle cariche politiche che gravò sulla sua famiglia e dopo la caduta dei Medici (1494) divenne capitano di ventura.
Fu al servizio dei Borgia nel 1501 e in seguito entrò a servizio della chiesa, diventando uno dei condottieri preferiti di Giulio II, che lo volle in servizio continuo nelle sue imprese militari. Partecipò alla vittoriosa conquista di Bologna, ma morì pochi mesi dopo durante l'assedio di Ravenna.